# 木内正勝
木内 正勝（きうち まさかつ、1945年1月6日 - ）は、日本の政治家。元長野県飯山市長。

## 来歴
現在の飯山市出身。昭和40年（1965年）農業講習所修了、旧農林省に入省後、飯山市助役を経て、平成14年（2002年）飯山市長選挙に当選し、1期務めた。